# Розенберг, Симон Хоневич
Симон Хоневич Розенберг (29 января 1940 года, Бобруйск, БелССР — 2 июля 2015 года, Тель-Авив, Израиль) — советский и российский юрист, заслуженный юрист Российской Федерации, защитник Михаила Ходорковского в деле ЮКОСа, награждён золотой медалью имени Ф. Н. Плевако (2008).

## Биография
После окончания юридического факультета Томского государственного университета переехал в Читу и всю жизнь работал адвокатом.
Известен в первую очередь резонансными делами, выступал адвокатом Михаила Ходорковского в деле ЮКОСа, а также экс-главы краевого МЧС Вячеслава Королькова.

## Награды
- Заслуженный юрист Российской Федерации
- Золотая медаль имени Ф. Н. Плевако (2008)[1]